# Liste von Brückenbauten mit Beteiligung von Frank M. Masters
Die Liste von Brückenbauten mit Beteiligung von Frank M. Masters führt chronologisch die Brückenbauprojekte auf, an denen Frank M. Masters (1883–1974) in seiner fast 70-jährigen Karriere beteiligt war.
Nach seinem Studium arbeitete Masters in verschiedenen Positionen unter Ralph Modjeski (1861–1940) in Chicago, Pittsburgh und New York City, wo er zwischenzeitlich sein eigenes Ingenieurbüro betrieb. 1924 wurde er Partner von Ralph Modjeski und realisierte mit ihm bis Mitte der 1930er-Jahre eine Vielzahl von Brücken. 1936 übernahm Masters das Ingenieurbüro Modjeski & Masters, das er bis zu seiner Pensionierung 1972 leitete. Es besteht bis heute fort und beschäftigt sich nach wie vor mit dem Bau und der Wartung von Brücken.

## Brückenbauten
- Name: Name der Brücke entsprechend dem Lemma in der deutschsprachigen Wikipedia.
- Fertigstellung: Jahr der Fertigstellung der Brücke. Planungs- und Baubeginn sowie Engagement von Masters können mehrere Jahre davor liegen, Angaben sind den Hauptartikeln oder Einzelnachweisen zu entnehmen. Bei Umbauten oder Erweiterungen sowie späteren Neubauten ist in Klammern das Jahr der ursprünglichen Errichtung bzw. des Neubaus angegeben.
- Brückentyp: Konstruktionsform der Brücke. Einige Brücken sind Kombinationen mehrerer unterschiedlicher Tragwerke und zusätzlich können bewegliche Brückenabschnitte integriert sein. Balkenbrücken für die Zufahrten werden i. d. R. nicht berücksichtigt.
- Spannweite: Längste Spannweite zwischen den tragenden Elementen wie Widerlager oder Brückenpfeiler, bei Bogenbrücken der Abstand zwischen den Bogenenden an den Kämpfern.
- Gesamtlänge: Gesamtlänge der Brücke bzw. Teilabschnitte zwischen den Widerlagern, i. d. R. einschließlich der Zufahrten.
- Auftraggeber: Unternehmen oder Behörde die Masters bzw. Modjeski & Masters engagiert hat.
- Funktion von Masters: Art der Beteiligung von Masters am Bauprojekt. Als Chefingenieur (chief engineer) war er als leitender Ingenieur für den Entwurf und die Ausführung der Brücke verantwortlich. Bei Zusammenarbeiten, wo der genaue Beitrag von Masters nicht bekannt ist, ist nur der Firmenname des Ingenieurbüros angegeben.
- Beteiligte Ingenieure/Architekten: Bekannte beteiligte Ingenieure und Architekten am Bauprojekt sowie deren Funktion bzw. Beitrag.

Die Angaben zu Brücken, die noch keinen Artikel in der deutschsprachigen Wikipedia haben, sind durch die unter Name angeführten Einzelnachweise referenziert. Sollten einzelne Angaben in der Tabelle nicht über die Hauptartikel referenziert sein, so sind an der entsprechenden Stelle zusätzliche Einzelnachweise angegeben.

### Beteiligung an Brücken vor 1920
| Bild | Name                     | Fertigstellung | Lage                                                        | Brückentyp                   | Spannweite | Gesamtlänge | Auftraggeber                                           | Funktion von Masters                             | Beteiligte Ing./ Architekten                                                                                   |
| ---- | ------------------------ | -------------- | ----------------------------------------------------------- | ---------------------------- | ---------- | ----------- | ------------------------------------------------------ | ------------------------------------------------ | --- |
|      | Harahan Bridge           | 1916           | Memphis (Tennessee) - West Memphis (Arkansas)               | Fachwerk-Gerberträgerbrücke  | 241 m      | 1497 m      | Arkansas & Memphis Railway Bridge and Terminal Company | Überwachung Herstellung der Stahl-Fachwerkträger | Ralph Modjeski (Chefingenieur) Walter E. Angier (Assistenz-Chefing.) Montgomery B. Case (Verbindungsingenieur) |
|      | Fourteenth Street Bridge | (1870) 1919    | Louisville (Kentucky) - Clarksville (Clark County, Indiana) | Fachwerkbrücke mit Hubbrücke | 196 m      | 1614 m      | Louisville Bridge Company                              | Überwachung Herstellung der Stahl-Fachwerkträger | J. C. Bland (Chefingenieur)                                                                                    |

### Brücken als Partner von Ralph Modjeski 1924–1936
| Bild | Name                                              | Fertigstellung   | Lage                                                    | Brückentyp                                          | Spannweite        | Gesamtlänge        | Auftraggeber                                       | Funktion von Masters | Beteiligte Ing./ Architekten                                                         |
| ---- | ------------------------------------------------- | ---------------- | ------------------------------------------------------- | --------------------------------------------------- | ----------------- | ------------------ | -------------------------------------------------- | --- | ------------------------------------------------------------------------------------ |
|      | Clark’s Ferry Bridge                              | 1925 (1986)      | Duncannon (Pennsylvania)                                | Bogenbrücke                                         | 043 m             | 0640 m             | Clark’s Ferry Bridge Company                       | Chefingenieur (ab 1924 als Modjeski & Masters)                                                                                     | Ralph Modjeski (beratender Ingenieur) Paul Philippe Cret (Architekt)                 |
|      | Market Street Bridge                              | 1928             | Harrisburg (Pennsylvania) - Wormleysburg (Pennsylvania) | Bogenbrücke (Ostseite) Balkenbrücke (Westseite)     | 027 m             | 0864 m             | Harrisburg Bridge Company                          | Zusammenarbeit als Modjeski & Masters (mit Ralph Modjeski)                                                                         | Paul Philippe Cret (Architekt)                                                       |
|      | Tacony–Palmyra Bridge                             | 1929             | Tacony (Philadelphia), PA - Palmyra (New Jersey)        | Fachwerkbrücke mit Stabbogensegment und Klappbrücke | 164 m             | 1115 m             | Tacony–Palmyra Bridge Company                      | Zusammenarbeit als Modjeski, Masters & Chase (mit Ralph Modjeski, Clement E. Chase)                                                | Paul Philippe Cret (Architekt)                                                       |
|      | Louisville Municipal Bridge                       | 1929             | Louisville (Kentucky) - Jeffersonville (Indiana)        | Fachwerkbrücke                                      | 250 m             | 1753 m             | Louisville Bridge Commission                       | Zusammenarbeit als Modjeski & Masters (mit Ralph Modjeski)                                                                         | Paul Philippe Cret (Architekt)                                                       |
|      | Simon Kenton Memorial Bridge                      | 1931             | Maysville (Kentucky) - Aberdeen (Ohio)                  | Hängebrücke                                         | 323 m             | 0607 m             | Kentucky State Highway Commission                  | Zusammenarbeit als Modjeski & Masters (mit Ralph Modjeski)                                                                         |                                                                                      |
|      | Ledbetter Bridge                                  | 1931             | Paducah (Kentucky)                                      | Fachwerkbrücke                                      | 122 m             | 0925 m             | State Highway Department, Commonwealth of Kentucky | Zusammenarbeit als Modjeski & Masters (mit Ralph Modjeski)                                                                         |                                                                                      |
|      | Smithland Bridge                                  | 1931             | Smithland (Kentucky)                                    | Fachwerkbrücke                                      | 152 m             | 0554 m             | State Highway Department, Commonwealth of Kentucky | Zusammenarbeit als Modjeski & Masters (mit Ralph Modjeski)                                                                         |                                                                                      |
|      | Connecticut Avenue Bridge                         | 1932             | Washington, D.C.                                        | Bogenbrücke                                         | 076 m             | 0151 m             | Commissioners of the District of Columbia          | Zusammenarbeit als Modjeski, Masters & Chase (mit Ralph Modjeski, Clement E. Chase)                                                | Paul Philippe Cret (Architekt)                                                       |
|      | Bi-State Vietnam Gold Star Bridges (Twin Bridges) | 1932 (Ostbrücke) | Evansville (Indiana) - Henderson (Kentucky)             | Fachwerk-Gerberträgerbrücke                         | 220 m (Ostbrücke) | 1644 m (Ostbrücke) | Indiana State Highway Commission                   | Zusammenarbeit als Modjeski & Masters (mit Ralph Modjeski)                                                                         |                                                                                      |
|      | Calvert Street Bridge                             | (1891) 1935      | Washington, D.C.                                        | Bogenbrücke                                         | 048 m             | 0251 m             | Commissioners of the District of Columbia          | Zusammenarbeit bis 1933 als Modjeski, Masters & Chase (mit Ralph Modjeski, Clement E. Chase, ab 1933 als Modjeski, Masters & Case) | George Oakley Totten, Jr. (Architekt ab 1917) Paul Philippe Cret (Architekt ab 1931) |
|      | Huey P. Long Bridge (Jefferson Parish)            | 1935             | Jefferson Parish (Louisiana)                            | Fachwerk-Gerberträgerbrücke                         | 241 m             | 2462 m             | Public Belt Railroad Commission                    | finale Ausführung ab 1933 (als Modjeski, Masters & Case)                                                                           | Ralph Modjeski (ursprünglich Chefingenieur, Entwurf 1926–1927)                       |
|      | Iowa–Illinois Memorial Bridge (I-74 Bridges)      | 1935 (Ostbrücke) | Bettendorf (Iowa) - Moline (Illinois)                   | Hängebrücke                                         | 226 m             | 1530 m             | Illinois Department of Public Works and Buildings  | Zusammenarbeit als Modjeski, Masters & Case (mit Ralph Modjeski, Montgomery B. Case)                                               |                                                                                      |

### Brücken nach Übernahme vonModjeski & Mastersab 1936
| Bild | Name                                     | Fertigstellung    | Lage                                                       | Brückentyp                          | Spannweite         | Gesamtlänge         | Auftraggeber                                                                           | Funktion von Masters | Beteiligte Ing./ Architekten                                               |
| ---- | ---------------------------------------- | ----------------- | ---------------------------------------------------------- | ----------------------------------- | ------------------ | ------------------- | -------------------------------------------------------------------------------------- | -------------------- | -------------------------------------------------------------------------- |
|      | Cairo Ohio River Bridge                  | 1937              | Wickliffe (Kentucky) - Cairo (Illinois)                    | Fachwerk-Gerberträgerbrücke         | 240 m              | 1787 m              | Cairo Bridge Commission                                                                | Modjeski & Masters   |                                                                            |
|      | Blue Water Bridge                        | 1938 (Nordbrücke) | Port Huron (Michigan) - Sarnia (Ontario)                   | Fachwerk-Gerberträgerbrücke         | 265 m (Nordbrücke) | 1883 m (Nordbrücke) | Blue Water Bridge Authority, Michigan State Highway Department                         | Modjeski & Masters   |                                                                            |
|      | Owensboro Bridge                         | 1940              | Owensboro (Kentucky)- Spencer County (Indiana)             | Fachwerk-Gerberträgerbrücke         | 230 m              | 0615 m              | Owensboro Bridge Commission                                                            | Modjeski & Masters   |                                                                            |
|      | Pecos River High Bridge                  | (1883, 1892) 1944 | Val Verde County (Texas)                                   | Fachwerk-Gerberträgerbrücke         | 114 m              | 0424 m              | Southern Pacific Company                                                               | Modjeski & Masters   |                                                                            |
|      | Memphis–Arkansas Bridge                  | 1949              | Memphis (Tennessee) - West Memphis (Arkansas)              | Fachwerk-Gerberträgerbrücke         | 241 m              | 1592 m              | Arkansas Highway and Transportation Department, Tennessee Department of Transportation | Modjeski & Masters   |                                                                            |
|      | George C. Platt Bridge                   | (1853–1900) 1951  | Philadelphia (Pennsylvania)                                | Fachwerk- und Balkenbrücke          | 207 m              | 2676 m              | Pennsylvania Department of Highways                                                    | Modjeski & Masters   | Paul Philippe Cret (Architekt)                                             |
|      | Allegheny River Turnpike Bridge          | 1951 (2010)       | Allegheny County (Pennsylvania)                            | Fachwerk- und Balkenbrücke          | 152 m              | 0664 m              | Pennsylvania Turnpike Commission                                                       | Modjeski & Masters   |                                                                            |
|      | Cairo Rail Bridge                        | (1890) 1952       | Wickliffe (Kentucky) - Cairo (Illinois)                    | Fachwerkbrücke                      | 158 m              | 6237 m              | Illinois Central Railroad                                                              | Modjeski & Masters   | George S. Morison, Elmer L. Corthell (Morison & Corthell, Brücke von 1890) |
|      | Walt Whitman Bridge                      | 1957              | Philadelphia (Pennsylvania) - Gloucester City (New Jersey) | Hängebrücke                         | 610 m              | 6352 m              | Delaware River Port Authority                                                          | Modjeski & Masters   | Othmar Ammann (Ammann & Whitney)                                           |
|      | Crescent City Connection                 | 1958 (Südbrücke)  | New Orleans (Louisiana)                                    | Fachwerk-Gerberträgerbrücke         | 480 m              | 920 m               | Mississippi River Bridge Authority                                                     | Modjeski & Masters   |                                                                            |
|      | Iowa–Illinois Memorial Bridge            | 1960 (Westbrücke) | Bettendorf (Iowa) - Moline (Illinois)                      | Hängebrücke                         | 226 m              | 1530 m              | Illinois Department of Public Works and Buildings                                      | Modjeski & Masters   |                                                                            |
|      | Ogdensburg-Prescott International Bridge | 1960              | Ogdensburg (New York) - Johnstown (Ontario)                | Hängebrücke                         | 348 m              | 2251 m              | Ogdensburg Bridge & Port Authority                                                     | Modjeski & Masters   |                                                                            |
|      | Newburgh–Beacon Bridge                   | 1963 (Nordbrücke) | Newburgh (Town, New York) - Beacon (New York)              | Fachwerk-Gerberträgerbrücke         | 305 m              | 2394 m              | New York State Bridge Authority                                                        | Modjeski & Masters   |                                                                            |
|      | Fire Island Inlet Bridge                 | 1964              | Robert Moses State Park (Long Island)                      | Fachwerkbrücke mit Stabbogensegment | 140 m              | 1291 m              | Long Island State Park Commission                                                      | Modjeski & Masters   |                                                                            |
|      | Horace Wilkinson Bridge                  | 1968              | Port Allen (Louisiana) - Baton Rouge (Louisiana)           | Fachwerkbrücke                      | 376 m              | 1387 m              | Louisiana Department of Highways                                                       | Modjeski & Masters   |                                                                            |